# Chehalis–Centralia Railroad
| Lok Nr. 15 auf einer Trestle-Brücke |                      |                                                   |                                                   |
| Streckenlänge: | 16,6 km              |                                                   |                                                   |
| Spurweite: | 1435 mm (Normalspur) |                                                   |                                                   |
| |                      |                                                   |                                                   |
| \| \| \| Tacoma Eastern Railroad und Rainier Rail \| \| \| \| \| von Centralia \| \| \| \| \| Abstellgleis \| \| \| \| \| Beginn der Chehalis–Centralia Railroad \| \| \| \| \| I-5 US 12 \| \| \| \| \| Abstellgleis \| \| \| \| 0,0 \| Chehalis Depot \| 54 m \| \| \| 0,3 \| Newaukum River (106 m) \| Newaukum River (106 m) \| \| \| 3,8 \| Stearns Creek (22 m) \| Stearns Creek (22 m) \| \| \| 4,8 \| Abstellgleis Twin Oaks Road \| Abstellgleis Twin Oaks Road \| \| \| 5,7 \| (39 m) \| (39 m) \| \| \| 6,2 \| (32 m) \| (32 m) \| \| \| 7,8 \| \| \| \| \| 8,3 \| SR 6 \| SR 6 \| \| \| 9,2 \| \| \| \| \| 10,6 \| Milburn (Ausweichstelle) \| 69 m \| \| \| 14,2 \| Ruth \| Ruth \| \| \| 14,7 \| South Fork Chehalis River (Trestle-Brücke, 320 m) \| South Fork Chehalis River (Trestle-Brücke, 320 m) \| \| \| 15,1 \| SR 6 \| SR 6 \| \| \| 16,6 \| \| 76 m \| \| \| \| Holzlager \| \| \| \| \| \| \| \| Quellen: [1][2] \| \| \| \| |                      |                                                   |                                                   |
| |                      | Tacoma Eastern Railroad und Rainier Rail          |                                                   |
| Strecke |                      | von Centralia                                     | von Centralia                                     |
| Abzweig geradeaus und nach links |                      | Abstellgleis                                      | Abstellgleis                                      |
| Wechsel des Eisenbahninfrastrukturunternehmens |                      | Beginn der Chehalis–Centralia Railroad            | Beginn der Chehalis–Centralia Railroad            |
| Strecke mit Straßenbrücke |                      | I-5 US 12                                         | I-5 US 12                                         |
| Abzweig geradeaus und von rechts |                      | Abstellgleis                                      | Abstellgleis                                      |
| Bahnhof | 0,0                  | Chehalis Depot                                    | 54 m                                              |
| Brücke über Wasserlauf | 0,3                  | Newaukum River (106 m)                            | Newaukum River (106 m)                            |
| Brücke über Wasserlauf | 3,8                  | Stearns Creek (22 m)                              | Stearns Creek (22 m)                              |
| Abzweig geradeaus und ehemals nach rechts | 4,8                  | Abstellgleis Twin Oaks Road                       | Abstellgleis Twin Oaks Road                       |
| Brücke über Wasserlauf | 5,7                  | (39 m)                                            | (39 m)                                            |
| Brücke über Wasserlauf | 6,2                  | (32 m)                                            | (32 m)                                            |
| Brücke über Wasserlauf | 7,8                  |                                                   |                                                   |
| Bahnübergang | 8,3                  | SR 6                                              | SR 6                                              |
| Brücke | 9,2                  |                                                   |                                                   |
| Dienststation / Betriebs- oder Güterbahnhof | 10,6                 | Milburn (Ausweichstelle)                          | 69 m                                              |
| Bahnhof | 14,2                 | Ruth                                              | Ruth                                              |
| Brücke über Wasserlauf | 14,7                 | South Fork Chehalis River (Trestle-Brücke, 320 m) | South Fork Chehalis River (Trestle-Brücke, 320 m) |
| Bahnübergang | 15,1                 | SR 6                                              | SR 6                                              |
| Betriebs-/Güterbahnhof Strecke ab hier außer Betrieb | 16,6                 |                                                   | 76 m                                              |
| Strecke nach links (außer Betrieb) |                      | Holzlager                                         | Holzlager                                         |
| |                      |                                                   |                                                   |
| Quellen: |                      |                                                   |                                                   |

Die Chehalis–Centralia Railroad and Museum (CHTX) ist eine Eisenbahngesellschaft mit Museum, die 16,6 Kilometer auf der normalspurigen Strecke der ehemaligen Milwaukee Road befährt. Die Gesellschaft wurde 1986 von Bürgern der Stadt Chehalis als gemeinnützige Organisation gegründet, deren Sitz in Chehalis (Washington) ist. Heute betreibt sie die Strecke von Chehalis nach Ruth.

## Geschichte

### Die Chehalis–Centralia Railroad Association
Die Chehalis–Centralia Railroad begann 1986 als gemeinnützige Gesellschaft Chehalis–Centralia Railroad Association. Die Gründer waren eine Gruppe von Bürgern, deren Ziel es war, eine Dampflokomotive von 1916 zu restaurieren. Dreißig Jahre zuvor war die Lokomotive Nr. 15 (Typ Baldwin 2-8-2 Mikado) der Cowlitz, Chehalis and Cascade Railroad in einem Park in Chehalis aufgestellt worden. Im Laufe von zwei Jahren wurde die Lokomotive dann einer umfangreichen Restaurierung unterzogen und es wurden mehrere Personenwagen angeschafft. 1989 wurde der planmäßige Personenverkehr über die ehemalige Milwaukee Road im Lewis County (Washington) aufgenommen. Im Jahr 2006 änderte der Verein seinen Namen in Chehalis–Centralia Railroad & Museum, um seine Mission das Eisenbahnerbe der Region zu bewahren, besser widerzuspiegeln. Derzeit ist die Chehalis–Centralia eine der wenigen dampfbetriebenen Eisenbahnen im Bundesstaat Washington. Die Eisenbahn betreibt jedes Jahr saisonale Ausflugszüge und bietet sowohl Bus- als auch einen Dinner-Zug-Service an. Der Schwerpunkt der Bahn ist darauf ausgerichtet, historische Fahrzeuge für die Zukunft zu erhalten. Die Lok Nr. 15 und andere Fahrzeuge der Chehalis–Centralia Railroad sollen betriebsfähig bleiben.

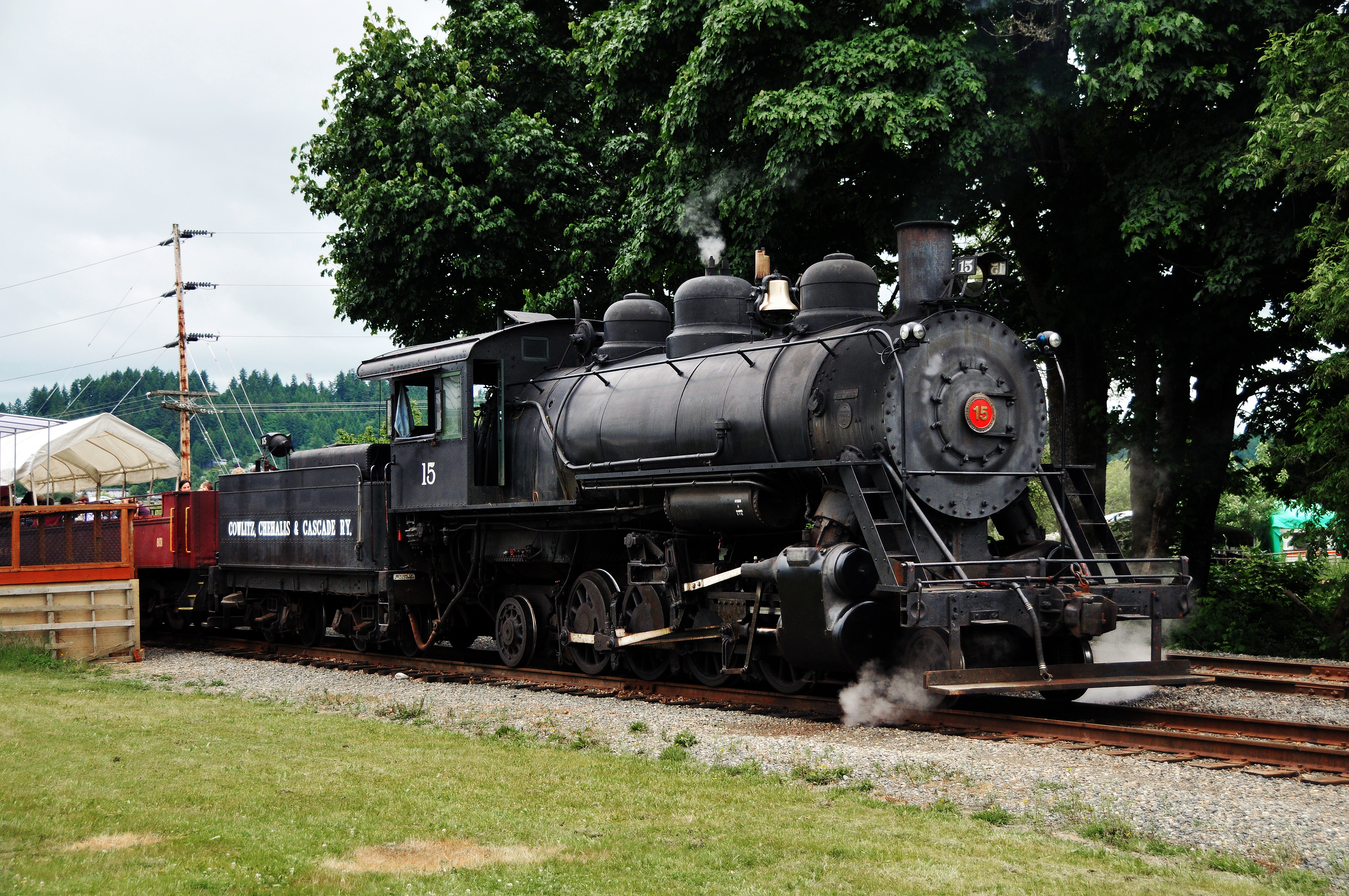
Lok Nr. 15 im Bahnhof Chehalis
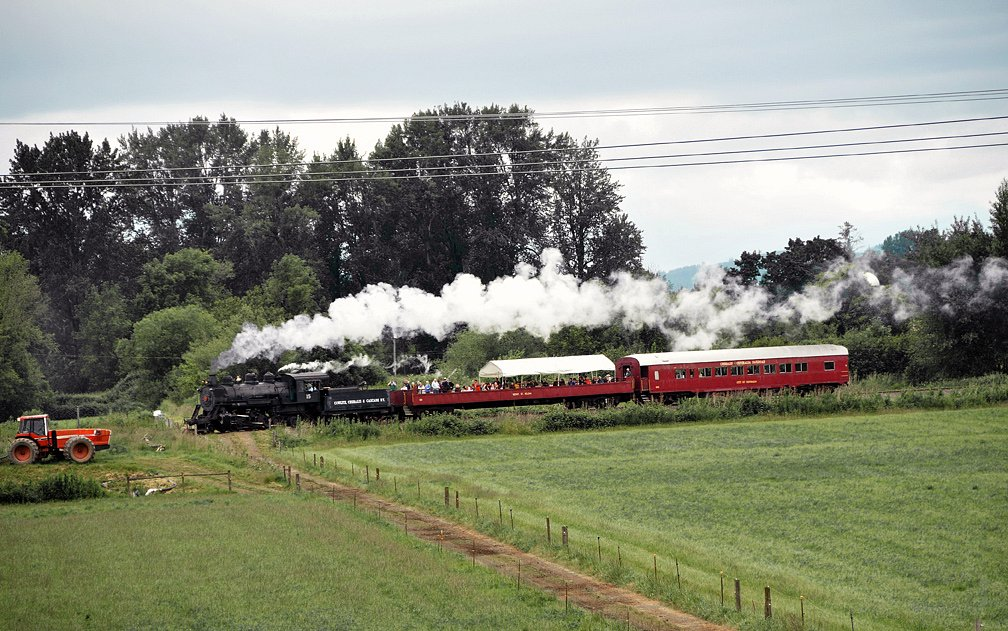
Zug auf der Strecke nach Ruth
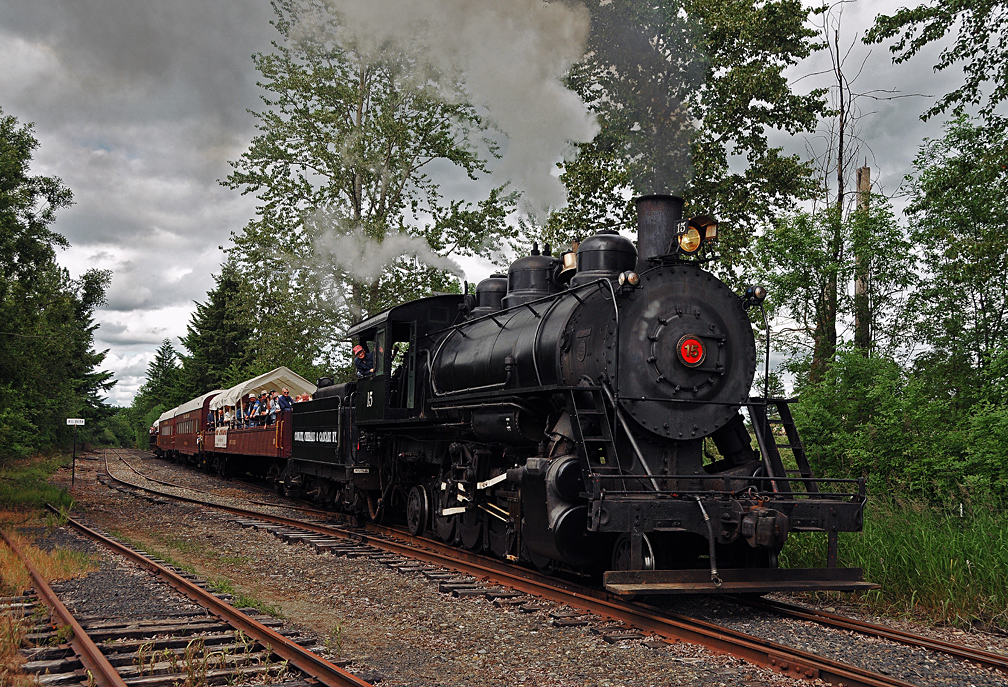
Lok Nr. 15 am Endpunkt der Strecke

### Unwetterschäden

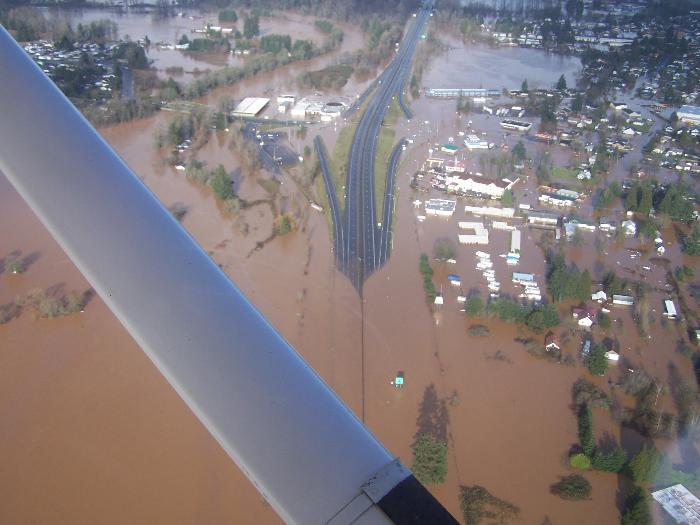
Hochwasser in Chehalis 2007

In den Jahren 2007, 2009 und 2022 verursachten Unwetter zum Teil erhebliche Hochwasserschäden. Mit der Unterstützung von Freiwilligen konnte die Strecke aber jeweils wieder hergestellt werden. Die Schäden von Anfang 2022 fielen jedoch nicht so schlimm aus wie in den Vorjahren und so ist die Bahn zuversichtlich, ihren Betrieb zeitnah wieder aufzunehmen.

## Fahrzeuge
- Dampflokomotive Nr. 15 der CC&C, Typ Baldwin 2-8-2 Mikado, Baujahr 1916, ist seit Anfang 2022 in Revision.
- Dampflokomotive Nr. 25 der CC&C, Typ Baldwin 2-8-0 (Schwesterlok der Nr. 15), Baujahr 1917, ist in optisch gutem Zustand, aber nicht fahrbereit und wartet auf Aufarbeitung.[5]
- GE Diesellokomotiven Nr. 6, 44 t, der Puget Sound Naval Shipyard, ist in Betrieb.
- GE Diesellokomotiven Nr. 9, 44 t, der PSNS, ist in optisch gutem Zustand, der Motor ist aber defekt und wartet auf Aufarbeitung